# Ubogo
Ubogo (makedonsky: Убого) je vysídlená vesnice v Severní Makedonii. Nachází se v opštině Gradsko ve Vardarském regionu.

## Geografie
Vesnice Ubogo se nachází 8 km severně od města Gradsko. Leží na levé straně řeky Vardar, v nadmořské výšce 160 metrů.

## Historie
Oblast kolem vesnice Ubogo byla osídlena již od neolitu, o čemž svědčí naleziště Nogaevski Pat v bezprostřední blízkosti obce.
V 19. století byla vesnice součástí Osmanské říše a jednalo se o vesnici s makedonskými a křesťanskými obyvateli. Podle statistiky Vasila Kančova z roku 1900 zde žilo 130 obyvatel makedonské národnosti. V roce 1916 zde podle turkologa Dimitara Gadzhanova žili také 3 Turci.

## Demografie
Populace zde výrazně vzrostla v poválečném období, kdy se sem začali stěhovat zpět Makedonci. Přibylo zde také mnoho Albánců a obyvatel, kteří svou národnost neuvedli. Masivní úpadek vesnice započal v 60. letech 20. století a během 70. let byla vesnice vysídlena úplně.
Naposledy zde byli zaznamenáni trvale žijící obyvatelé při sčítání lidu z roku 1971, kdy se zde ke svému bydlišti přihlásilo 15 obyvatel.